# Gouvernement Atef Sedki
Ne doit pas être confondu avec Gouvernement Aziz Sedki.
 al-Ganzouri I
Le gouvernement Atef Sedki est l'un des gouvernements de la présidence d'Hosni Moubarak établi le 10 novembre 1986. Il est remplacé le 2 janvier 1996 par le Gouvernement al-Ganzouri I.